# San Bartolomé de Pinares
San Bartolomé de Pinares település Spanyolországban, Ávila tartományban. San Bartolomé de Pinares Valdemaqueda, El Hoyo de Pinares, Cebreros, El Barraco, Santa Cruz de Pinares, Herradón de Pinares, Navalperal de Pinares és Las Navas del Marqués községekkel határos. Lakosainak száma 489 fő (2024).

## Népesség
A település népessége az utóbbi években az alábbiak szerint változott:
| Lakosok száma | 741  | 701  | 684  | 641  | 627  | 599  | 581  | 541  | 521  | 489  |
|               | 2001 | 2004 | 2006 | 2009 | 2011 | 2014 | 2016 | 2019 | 2021 | 2024 |